# Satiah
Satiah, Sitiah o Sitioh ("Filla de la Lluna") va ser una reina consort egípcia, de la XVIII Dinastia. Va ostentar el títol de Gran Esposa Reial amb Tuthmosis III.

## Família
Satiah era filla de la mainadera reial Ipu. És possible que el seu pare fos l'important oficial Ahmose Pen-Nekhebit. No es coneixen fills de Satiah, tot i que hi ha la possibilitat que el príncep Amenemhet (el fill gran de Tuthmosis, que va morir durant el llarg regnat del seu pare) fos el seu fill. Satiah va morir abans que el seu marit; la següent Gran Esposa Reial de Thutmosis va ser Merit-Ra Hatxepsut.

## Biografia
Els títols de Satiah inclouen: Esposa Reial (ḥmt-nisw), Gran Esposa Reial (ḥmt-niswt-wrt) i Esposa de Déu (ḥmt-ntr).
|             |     |   |
| \| \| \| \| |     |   |
|             |     |   |
| N12         | G39 | t |

| N12 | G39 | t |

|             |     |   |
| \| \| \| \| |     |   |
|             |     |   |
| N12         | G39 | t |

| N12 | G39 | t |

|             |     |   |
| \| \| \| \| |     |   |
|             |     |   |
| N12         | G39 | t |

| N12 | G39 | t |

|             |     |   |
| \| \| \| \| |     |   |
|             |     |   |
| N12         | G39 | t |

| N12 | G39 | t |

Satiah apareix en diversos llocs. A Abidos, el text d'una taula d'ofrenes esmenta la seva mare, la “mainadera del déu” Ipu. La taula d'ofrenes va ser dedicada pel sacerdot lector Therikiti. També es va trobar a Abidos una capçalera de bronze votiva (?) (avui al Museu del Caire), inscrita amb el nom de la reina Satiah.
Al temple de Menthu, a Tufium, una estàtua de la reina va ser dedicada per Tuthmosis III després de la seva mort (l'estàtua es troba avui al Museu del Caire).
La reina Satiah es representa darrere de la reina Merit-Ra-Hatxepsut i Tuthmosis III en un pilar de la tomba del rei (la KV34). Darrere de la reina Satiah veiem l'altra muller del rei, Nebtu, i la seva filla Nefertari.
Satiah apareix representada també davant Tuthmosis III en un relleu de Karnak, i una estela al Museu del Caire mostra a la reina Satiah darrere de Tuthmosis III.